# 벵기 (프로게이머)
벵기(본명: 배성웅, 1993년 11월 21일~)는 대한민국의 리그 오브 레전드 프로게이머 출신 프로게이머 지도자이다. 선수 시절 포지션은 정글이며, 아이디는 Bengi를 사용하였다.

## 선수 시절
프로 입단 이전 BBT라는 아마추어팀 소속으로 프로 대회에 출전했다.
SK텔레콤 T1의 입단 테스트를 통과한 후 SK텔레콤 T1 K에 합류했다. 2013년 4월 6일에 프로 데뷔전을 치렀다. 2013 시즌 SK텔레콤 K의 주전 정글러로 활약했다. 
2013 롤드컵에서는 리신으로 활약을 하며 팀의 우승에 공헌했다.
2013-2014 윈터 시즌 팀의 우승에 기여했다. 2014 시즌에는 부침에 빠지며 부진을 겪었다.
2015 시즌을 앞두고 SK텔레콤의 형제팀이 하나로 합쳐지게 되는 과정에서 SK텔레콤 T1 통합팀에 잔류했다. 스프링 시즌에는 부진을 겪었으나 시즌 후반부터는 좋은 모습을 보여주었고, 플레이오프 CJ 엔투스와의 경기에서는 승리의 일등공신이 되었다. 서머 시즌에서는 압도적인 모습을 보여주면서 팀의 우승을 이끌었다. 2015 롤드컵에서도 압도적인 모습을 이어나가며 팀의 우승에 공헌했다.
2016 스프링 시즌에서는 메타 변화에 따른 부진에 빠지면서 블랭크에게 주전을 내주게 되었다. 스프링 시즌 팀이 우승하면서 2016 MSI에 출전했다. MSI에서도 블랭크가 주전으로 나섰으며 벵기는 출전하지 못했다. 하지만 팀이 우승하면서 MSI 우승 기록을 추가했다. 정글 메타가 다시 바뀐 서머 시즌 다시 복귀했다. 하지만 여전히 블랭크와 번갈아가면서 출전을 기록했다. 2016 롤드컵에서도 블랭크와 번갈아 출전했는데, 나오는 경기마다 안정된 모습을 보이며 팀의 승리를 이끌었다. 특히 락스 타이거즈와의 4강전 경기에서는 1세트와 4세트, 5세트에 출전하여 나오는 세트에서 모두 승리를 이끌어내는 활약을 통해 팀을 결승으로 진출시켰다. 결승전에서도 선발 출전하며 3번째 롤드컵 우승을 경험했다. 시즌 종료 이후 올스타전에 선발되었다.
2017 시즌을 앞두고 비시 게이밍에 입단했다. 하지만 2017 스프링 시즌 팀은 부진에 빠지며 2부리그로 강등되었다. 서머 시즌을 앞두고 팀을 퇴단했다.
2017 시즌이 종료된 이후 SK텔레콤 T1의 코치로 부임하면서 현역에서 물러났다.

## 지도자 생활
2017년 11월 27일, 친정팀인 SK텔레콤 T1의 코치로 부임했다. 2018 스프링 시즌 친정팀의 플레이오프 진출에 기여했다. 하지만  2018 서머 시즌에서는 7위를 기록하며 부진했다.
2018년 12월, 팀과 계약을 종료하였다. 2019년 1월, 군에 입대했다. 앰비션과 함께  e스포츠 명예의 전당 아너스에 이름을 올렸다.
2020년 9월 3일, 1년 8개월간의 군 복무를 마치고 제대했다. 2020년 11월 13일, T1의 2군팀 감독으로 선임되었다. 2군팀 감독으로 LCK 챌린저스 리그 스프링 2021 우승을 지휘했다. 스프링 시즌 종료 이후 LCK CL 베스트 코치상을 수상했다.
2022시즌을 앞두고 T1 CL 코치직에서 퇴단했다. 이후 T1의 1군 코치직에 합류했다. 2022년 리그 오브 레전드 월드 챔피언십을 앞두고 팀의 감독으로 승격되었다.
2024년 11월 13일, Dplus KIA의 감독으로 선임되었다.

## 소속팀

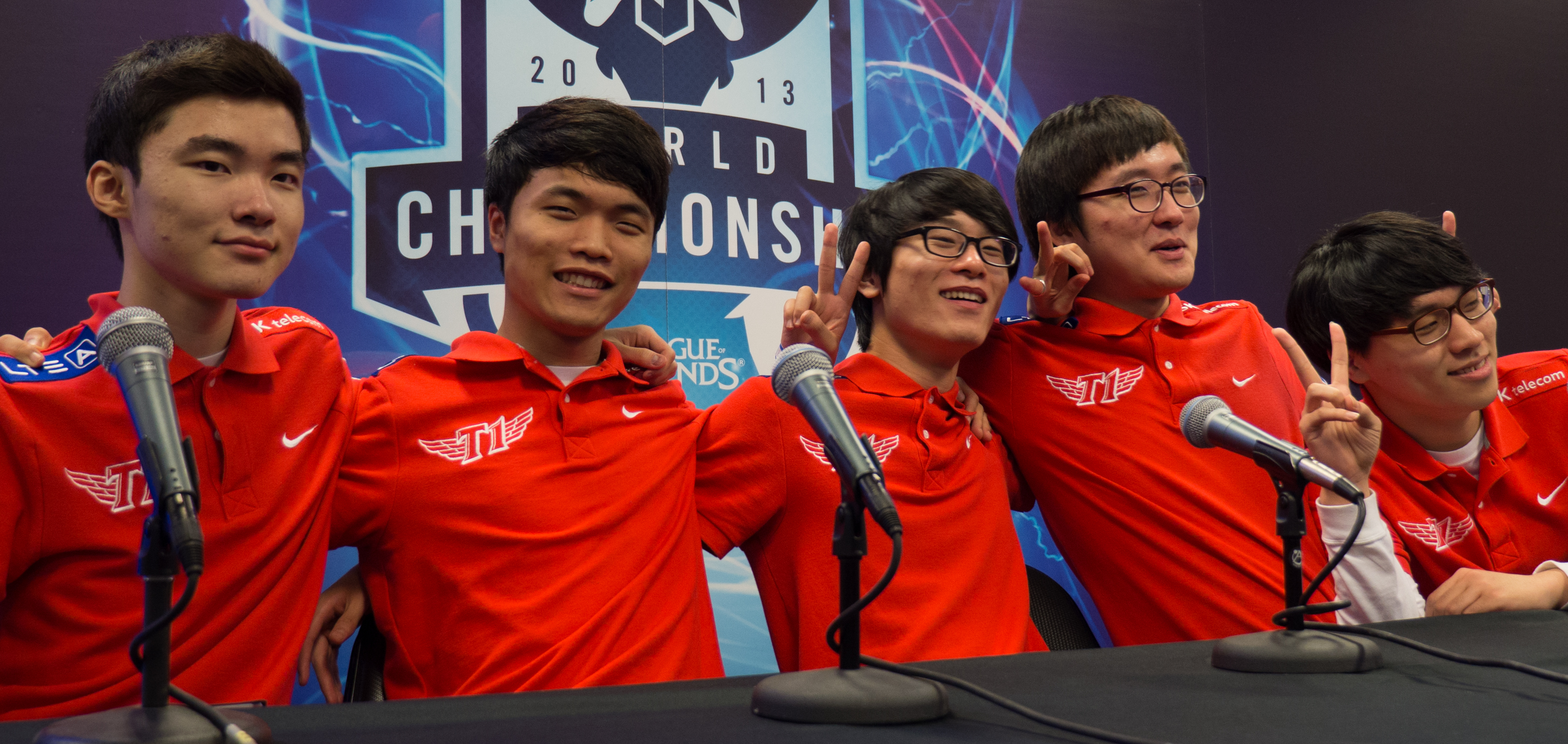
벵기(제일 오른쪽) 선수와 함께있는 T1 선수들. 시즌 3 월드 챔피언십 우승 인터뷰 사진.

### 선수
| # | 팀명        | 소속 기간               | 소속 리그 | 비고 |
| - | ----------- | ----------------------- | --------- | ---- |
| 1 | BBT         | 2012.10.25 ~ 2013.02.01 | 아마추어  |      |
| 2 | SK텔레콤 T1 | 2013.02.28 ~ 2016.11.28 | LCK       |      |
| 3 | 비시 게이밍 | 2016.12.15 ~ 2017.05.10 | LPL       |      |

### 지도자
| # | 팀명        | 직책     | 소속 기간               | 소속 리그 | 비고 |
| - | ----------- | -------- | ----------------------- | --------- | ---- |
| 1 | SK텔레콤 T1 | 코치     | 2017.11.28 ~ 2018.11.26 | LCK       |      |
| 2 | T1          | 2군 감독 | 2020.11.13 ~ 2021.11.16 | LCK       |      |
| 3 | T1          | 코치     | 2021.12.03 ~ 2022.09.05 | LCK       |      |
| 4 | T1          | 감독     | 2022.09.05 ~ 2023.07.08 | LCK       |      |
| 5 | Dplus KIA   | 감독     | 2024.11.13 ~            | LCK       |      |

## 수상 내역

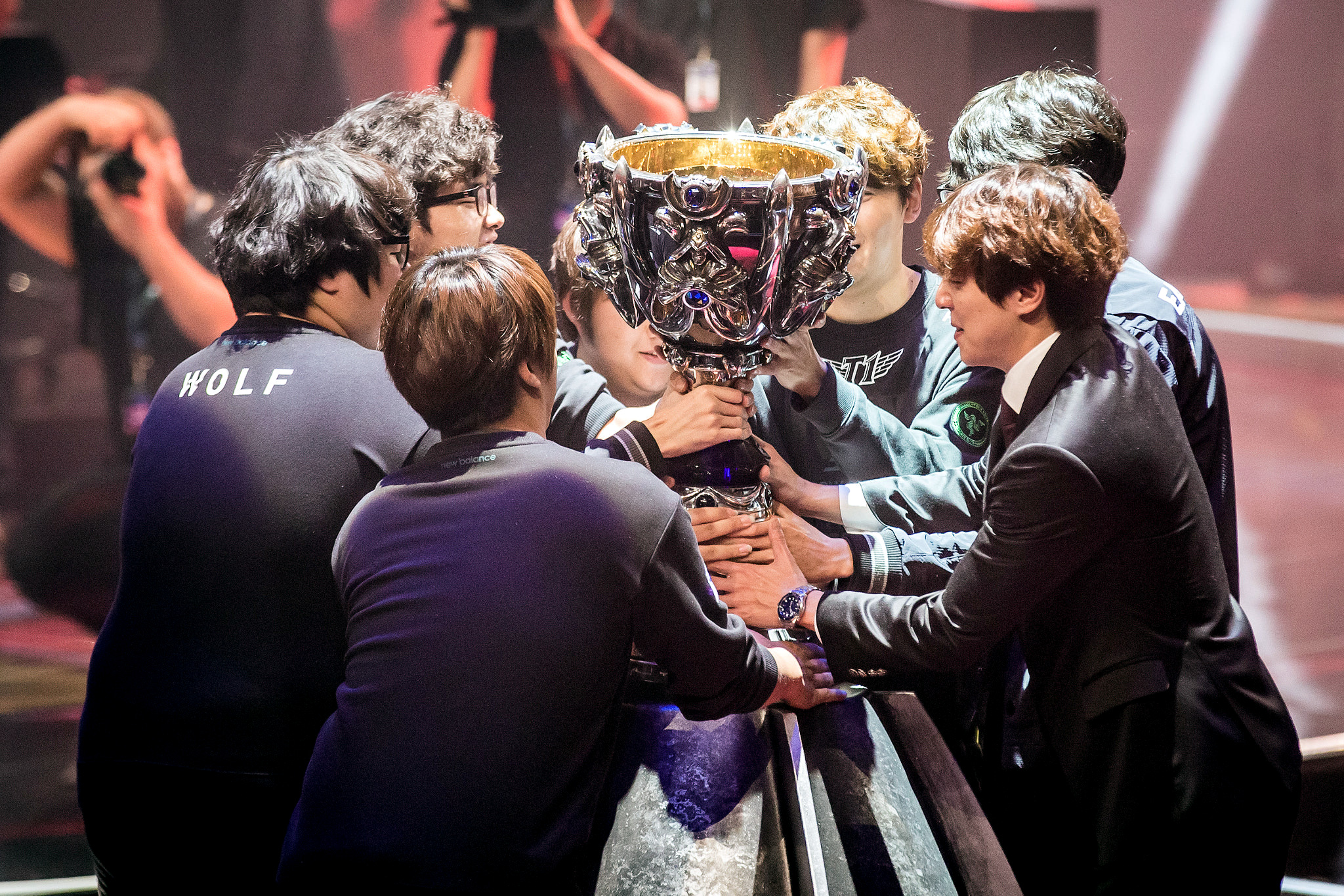
2015 월드 챔피언십 우승 사진.

### 선수
- 핫식스 리그 오브 레전드 챔피언스 서머 2013 우승
- 리그 오브 레전드 월드 챔피언십 시즌 3 우승
- 2013 대한민국 e-스포츠 대상 LOL 정글 부문 최우수 선수상
- 판도라TV 리그 오브 레전드 챔피언스 윈터 2013-2014 우승
- 리그 오브 레전드 올스타 인비테이셔널 2014 우승
- SK텔레콤 LTE-A LoL 마스터즈 2014 준우승
- 아이티엔조이 나이스게임TV 리그 오브 레전드 배틀 서머 2014 우승
- 스베누 리그 오브 레전드 챔피언스 코리아 스프링 2015 우승
- 리그 오브 레전드 미드 시즌 인비테이셔널 2015 준우승
- 스베누 리그 오브 레전드 챔피언스 코리아 서머 2015 우승
- 리그 오브 레전드 월드 챔피언십 2015 우승
- 2015 대한민국 e-스포츠 대상 LOL 정글 부문 인기 상
- 롯데 꼬깔콘 리그 오브 레전드 챔피언스 코리아 스프링 2016 우승
- 리그 오브 레전드 미드 시즌 인비테이셔널 2016 우승
- 리그 오브 레전드 월드 챔피언십 2016 우승
- 리그 오브 레전드 올스타전 2016 준우승
- 2016 대한민국 e-스포츠 대상 LOL 정글 부문 인기 상
- 2018 e스포츠 명예의 전당 스타즈
- e스포츠 명예의 전당 히어로즈
- e스포츠 명예의 전당 아너스

### 지도자
- 2021 LCK 챌린저스 리그 스프링 우승 (T1 챌린저스)
- 2021 LCK 챌린저스 리그 스프링 Best Coach
- 2022 리그 오브 레전드 챔피언스 코리아 스프링 우승 (T1)
- 미드 시즌 인비테이셔널 2022 준우승
- 2022 리그 오브 레전드 챔피언스 코리아 서머 준우승
- 리그 오브 레전드 월드 챔피언십 2022 준우승
- 2023 리그 오브 레전드 챔피언스 코리아 스프링 준우승